# Зальцберген
Зальцберген (нем. Salzbergen) — община в Германии, в земле Нижняя Саксония.
Входит в состав района Эмсланд. Население составляет 7508 человек (на 31 декабря 2010 года). Занимает площадь 53,31 км².

## Население
| Год  | Население |
| ---- | --------- |
| 1990 | 6303      |
| 1995 | 6707      |
| 2000 | 7105      |
| 2005 | 7437      |
| 2010 | 7548      |

## Административное деление
Коммуна включает районы:
1. Holsten-Bexten

2. Hummeldorf

3. Salzbergen

4. Steide

## Фотографии

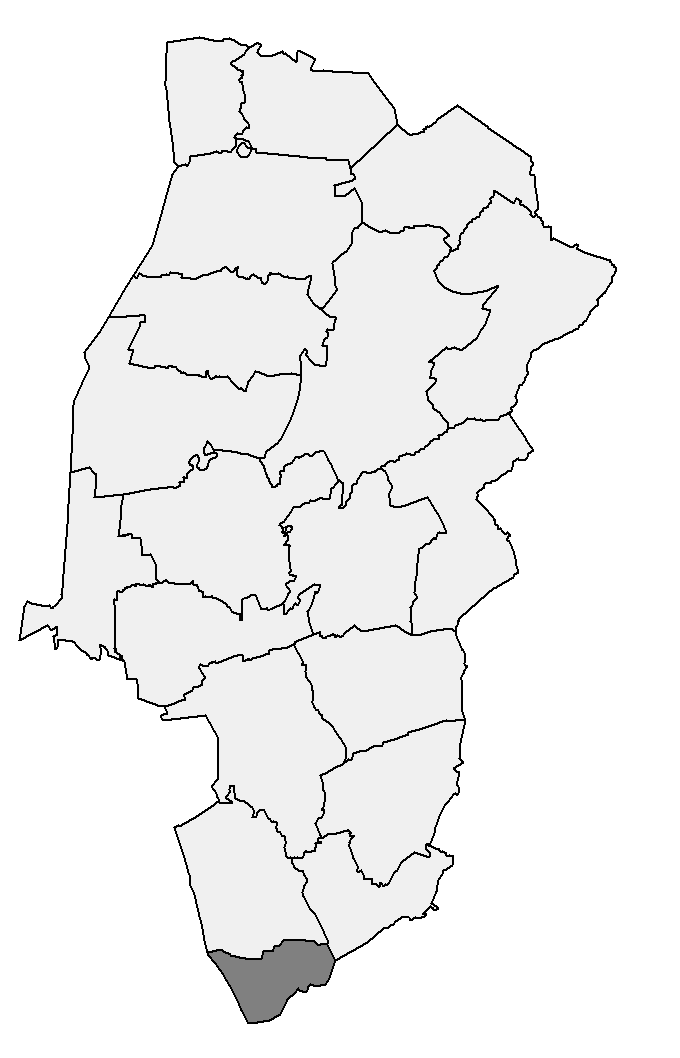
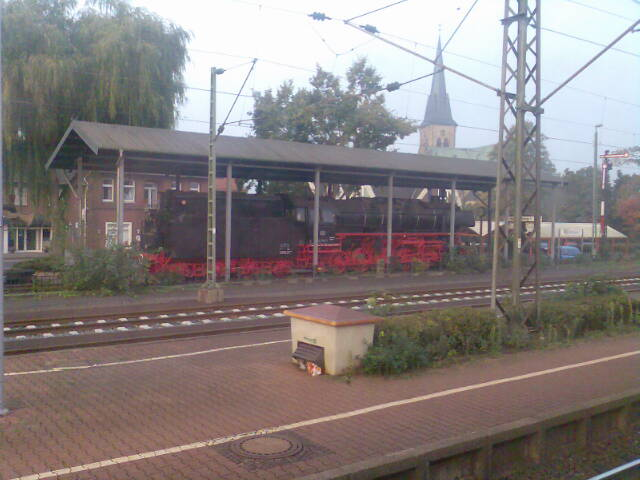
Железнодорожная станция Зальцберген с музейным локомотивом серии 44